# Баудонивия
Баудонивия (также Баудовиния и Бодовиния; лат. Baudonivia, Baudovinia; время деятельности — около 600 года) — средневековый агиограф.
Монахиня аббатства Святого креста в Пуатье. Автор второй части (точнее, второй версии) жития святой Радегунды (первая написана Венанцием Фортунатом).
Входит в список знаменитых женщин из «Званого ужина» Джуди Чикаго. В списке латинских авторов в романе Ж. К. Гюисманса «Наоборот» характеризуется как «простодушная и скромная» (la modeste et la naïve).

## Издания трудов
- Оригинал: Baudonivia. Vita Sanctae Radegundis. Liber II. Monumenta Germaniae historica: Scriptores rerum merovingicarum. Vol. 2. Hanover: Hahn, 1888. S. 377—395.
- Оригинал: La vita Radegundis di Baudonivia. Testo latino a fronte. Di Paola Santorelli. 1999.
- Русский перевод: Баудонивия. Житие святой Радегунды / Пер., коммент. Н. Ю. Бикеевой // Адам и Ева: Альманах гендерной истории. № 25. 2017. С. 288—328.